# Liten hjulbrosking
Liten hjulbrosking (Marasmius bulliardii) är en svampart som beskrevs av Quél. 1878. Liten hjulbrosking ingår i släktet Marasmius och familjen Marasmiaceae.  Arten är reproducerande i Sverige. Inga underarter finns listade i Catalogue of Life.

## Källor

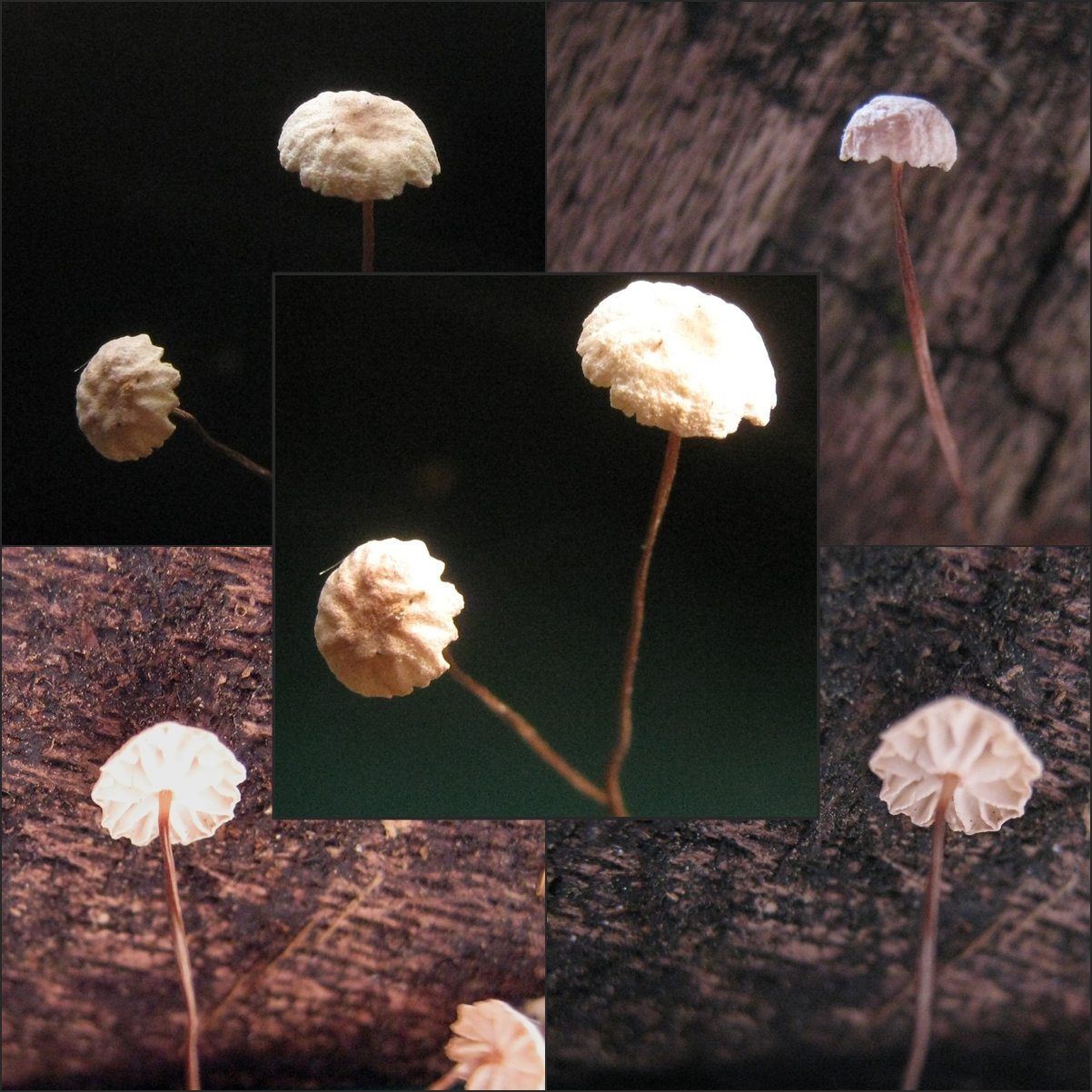
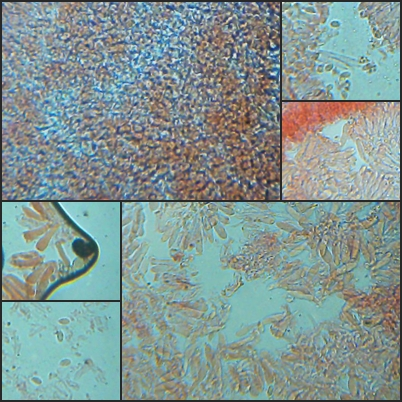